# FIFA-Klub-Weltmeisterschaft

Seit 2025 die Trophäe der FIFA-Klub-Weltmeisterschaft

Die FIFA-Klub-Weltmeisterschaft (englisch FIFA Club World Cup) ist die offizielle Weltmeisterschaft für Fußball-Vereinsmannschaften, die seit 2025 in einem neuen Format mit 32 teilnehmenden Teams alle vier Jahre ausgetragen wird. Damit löste die FIFA das bisherige System ab, bei dem jährlich sieben Mannschaften – die Sieger der sechs kontinentalen Klubwettbewerbe sowie ein Team aus dem Gastgeberland – in einem kompakten Turnierformat gegeneinander antraten. Das jährliche Format wird mit dem FIFA-Interkontinental-Pokal fortgesetzt. Die FIFA betrachtet die Klub-WM im neuen Format als neues Turnier mit Erstaustragung im Jahr 2025 und den Interkontinental-Pokal als Fortsetzung der alten Klub-WM.
Die teilnehmenden Mannschaften qualifizieren sich über mehrere Jahre hinweg über ihre jeweiligen kontinentalen Wettbewerbe. Ziel der Neuausrichtung ist es, eine größere Repräsentation verschiedener Verbände zu ermöglichen und das Format an die Struktur der Weltmeisterschaft für Nationalmannschaften anzulehnen. Die FIFA betrachtet die Klub-WM mit 32 Teilnehmern als neuen Wettbewerb, deren erste Austragung 2025 in den Vereinigten Staaten stattfand.
Nach einem ersten Versuch im Jahr 2000 in Brasilien wurde die Klub-WM von 2005 bis 2023 jährlich ausgetragen. Sie galt als Nachfolger des Weltpokals, der auf europäische und südamerikanische Mannschaften begrenzt war. Die Klub-WM hingegen umfasste sieben Vereine, darunter der Sieger der UEFA Champions League (Europa), der Copa Libertadores (Südamerika) sowie die Meister der weiteren vier Kontinentalverbände – CAF Champions League (Afrika), AFC Champions League Elite (Asien), CONCACAF Champions Cup (Nord- und Mittelamerika) und der OFC Champions League (Ozeanien) – ergänzt durch einen Vertreter des Gastgeberlandes. Austragungsorte waren unter anderem Japan, die Vereinigten Arabischen Emirate, Marokko und Katar. Die letzte Austragung des Turniers im bisherigen Modus fand im Dezember 2023 in Saudi-Arabien statt.
Im Zuge der Reform wurde 2024 zusätzlich der FIFA-Interkontinental-Pokal eingeführt. Dieser Wettbewerb mit begrenzter Teilnehmerzahl ersetzt das bisherige jährliche Klub-WM-Format und soll weiterhin eine jährliche internationale Plattform für Vereinsfußball bieten.

## Geschichte
Als inoffizielle Vorläufer werden häufig die Copa Rio (1951/1952) und die Pequeña Copa del Mundo (Kleiner Weltpokal 1952–1957) genannt. Bis zur endgültigen Etablierung der Klub-Weltmeisterschaft 2005 wurde der Sieger des von 1960 bis 2004 zwischen den Gewinnern der kontinentalen Meisterwettbewerbe aus Europa und Südamerika ausgespielten, auch als Weltpokal bekannten, Intercontinental Cups oder Europa-Südamerika-Pokals (spanisch Copa Intercontinental oder Copa Europea-Sudamericana, englisch Intercontinental Cup oder European-South American Cup) als weltbeste Klubmannschaft angesehen. 2017 erkannte die FIFA alle Sieger dieses Wettbewerbs als Klub-Weltmeister mit dem einheitlichen Titel FIFA Club World Champions an. Eine Zusammenführung beider Wettbewerbe in eine Statistik erfolgte aber nicht.
Ähnliche Vergleiche zwischen zwei Kontinenten gab es mit dem Afro-Asien-Pokal zwischen Afrika und Asien und der Copa Interamericana zwischen Nord- und Südamerika.

Ehemaliges Trikot-Abzeichen (FIFA Champions Badge) für den jeweils amtierenden Titelträger (ohne Jahreszahl)

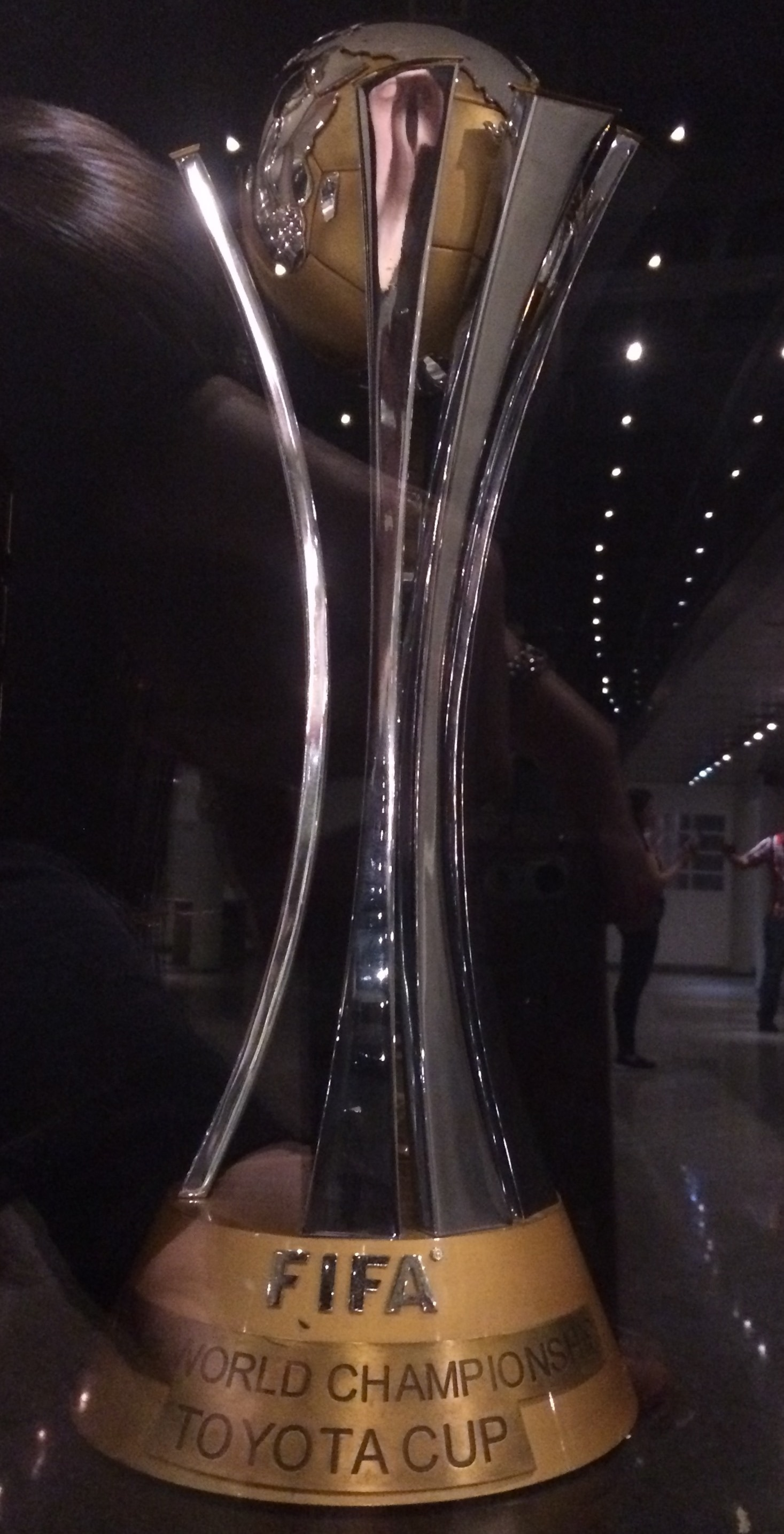
Siegerpokal der FIFA-Klub-Weltmeisterschaft bis 2023

Die erste FIFA-Klub-Weltmeisterschaft wurde im Jahr 2000 in Brasilien ausgetragen. Trotz einer Teilnahmeprämie von 2,5 Millionen US-Dollar und zusätzlich 1,5 bis 3,5 Millionen US-Dollar für die ersten drei Plätze wehrten sich die europäischen Spitzenvereine in den Folgejahren gegen diese Zusatzbelastung im ohnehin sehr engen internationalen Terminkalender. Erst nach langen Verhandlungen, der Absage des Turniers 2001 sowie der eingestellten Planung für ein Turnier im Jahr 2003 einigte sich der Klubfußball, vertreten durch die so genannten G-14, die Schweizer Wettbewerbskommission (WEKO) und die FIFA im Frühjahr 2004 auf die Einführung eines modifizierten Turniers. Basierend auf Gesprächen mit sämtlichen Vertragspartnern des bisherigen Toyota-Cups ratifizierte das FIFA-Exekutivkomitee unter dem Vorsitz von FIFA-Präsident Joseph Blatter in einer Sitzung am Montag, dem 17. Mai 2004, in Paris die getroffenen Vereinbarungen.
Im Jahr 2022 wurde bekannt, dass die FIFA den Wettbewerb grundlegend neu strukturieren würde. Statt dem bisher jährlich in den Wintermonaten ausgetragenen Wettbewerb mit sieben Mannschaften (sechs Sieger der höchsten Klub-Wettbewerbe der sechs Konföderationen plus nationalem Meister des ausrichtenden Landes) wird fortan in einem 4-Jahres-Rhythmus mit 32 Mannschaften gespielt. Die erste Austragung in diesem Format findet im Jahr 2025 in den USA statt. Der bisherige jährliche Wettbewerb wird ab 2024, jedoch ohne den nationalen Meister des ausrichtenden Landes, als FIFA-Interkontinental-Pokal ausgetragen.
Die für das neue Format eigens neu angefertigte Trophäe der FIFA-Klub-Weltmeisterschaft aus 24-karätigem Gold, angefertigt für 230.000 Dollar bei Tiffany, verschenkte FIFA-Präsident Infantino im April 2025 an US-Präsident Donald Trump, der sie seither an einem Ehrenplatz im Oval Office aufbewahrt. Den Gewinnern der Meisterschaft händigte Trump eine Replik aus.

## Modus

### Vergangene Modi
Die erste Klub-WM wurde mit acht Mannschaften ausgetragen, welche in zwei Vierer-Gruppen jeweils einmal gegeneinander spielten. Die Gruppensieger spielten gegeneinander das Finale, die beiden Zweitplatzierten das Spiel um Platz 3.
Im Jahr 2001 war ein Turnier mit zwölf Mannschaften in Spanien geplant. Dabei sollten die Mannschaften in drei Vierer-Gruppen gegeneinander spielen. Die Gruppensieger sowie der beste Zweitplatzierte sollten das Halbfinale austragen. Dieses Turnier wurde aus finanziellen Gründen jedoch abgesagt.
Von 2005 bis 2023 wurde das Turnier im K.-o.-System ausgetragen. Dabei waren die beiden Vertreter aus Südamerika und Europa für das Halbfinale gesetzt. Die Mannschaften aus den übrigen vier Konföderationen spielten im Viertelfinale die beiden Halbfinalgegner aus. Neben dem Finale wurde zwischen den beiden Halbfinalverlierern der 3. Platz ausgespielt. Zwischen den beiden Viertelfinalverlierern wurde der 5. Platz ausgespielt. Eine Ausnahme bildete die Austragung 2007, bei der das Spiel um Platz fünf nicht ausgetragen wurde.
Aufgrund des Wechsels des australischen Fußballverbands von der OFC zur AFC und der damit geringeren Spielstärke der OFC-Klubs wurde im März 2007 eine Regeländerung beschlossen. Seitdem hatte der Meister des gastgebenden Verbandes einen festen Startplatz im Wettbewerb. Er spielte in einer Vorrunde gegen den Vertreter Ozeaniens um einen Platz im Viertelfinale. Im Viertelfinale starteten die Mannschaften aus Asien, Nordamerika und Afrika. Erst im Halbfinale traten die Mannschaften aus Europa und Südamerika dem Turnier bei. Da aber pro Mitgliedsverband nur eine Mannschaft teilnehmen durfte, nahm für den Fall, dass ein Vertreter des Gastgeberlandes den Kontinentalpokal seiner Konföderation gewann, statt des Meisters des Gastgeberlandes der bestplatzierte Klub des Kontinentalwettbewerbs, der nicht dem ausrichtenden Verband angehört, teil. Dieser Fall trat 2007 und 2008 ein, als japanische Mannschaften die AFC Champions League gewannen.
Sollte ein Sieger des Kontinentalpokals bzw. der Vertreter des Landesmeisters nicht der betreffenden Konföderation angehören, wurde dieser durch die bestplatzierte Mannschaft der betreffenden Konföderation im betreffenden Wettbewerb ersetzt.

### Modus ab 2025

#### Teilnehmende Mannschaften
Es nehmen insgesamt 32 Mannschaften an dem Turnier teil. Die OFC (Ozeanien) erhält einen Platz, die AFC (Asien), die CAF (Afrika) und die CONCACAF (Nord- und Mittelamerika sowie die Karibik) erhalten jeweils vier Plätze, die CONMEBOL (Südamerika) sechs Plätze und die UEFA (Europa) zwölf Plätze. Bei den Konföderationen, die mindestens vier Startplätze besitzen, werden die ersten vier Plätze an die vier Sieger des höchsten Kontinentalwettbewerbs der zurückliegenden vier Jahre vergeben. Weitere Plätze ergeben sich über ein kontinentales Ranking, das jeweils auf dem Abschneiden im höchsten Kontinentalwettbewerb in demselben 4-Jahres-Zeitraum basiert. Pro Nation können maximal zwei Mannschaften an dem Turnier teilnehmen, es sei denn mehr als zwei Mannschaften eines Landes gewannen in dem 4-Jahres-Zeitraum den höchsten Kontinentalwettbewerb der jeweiligen Konföderation. Weiter erhält das Gastgeberland einen zusätzlichen Platz.

#### Turniermodus
Die Gruppenphase wird mit acht Vierergruppen im einfachen Jeder-gegen-jeden-Modus ausgetragen. Die Gruppenzuteilung erfolgt per Losverfahren, wobei alle teilnehmenden Mannschaften anhand der Konföderationen und der Ranglisten innerhalb der jeweiligen Konföderationen in vier Töpfe aufgeteilt werden. Jeder Gruppe wird je eine Mannschaft aus jedem Topf zugelost. Mit Ausnahme europäischer Mannschaften, können in einer Gruppe nie zwei Mannschaften derselben Konföderation vertreten sein. Anhand der Topfeinteilung ist sichergestellt, dass in jeder Gruppe maximal zwei europäische Mannschaften vertreten sind. Es gibt weitere Regeln, die bei der Gruppenauslosung sicherstellen sollen, dass die zwei höchstgesetzten Mannschaften der UEFA und der CONMEBOL in der K.o.-Phase erst im späteren Turnierverlauf aufeinandertreffen.
Die beiden besten Mannschaften jeder Gruppe qualifizieren sich für das Achtelfinale. Von da an wird bis zum Finale im K.-o.-System weitergespielt. Das kleine Finale um Platz 3 wird nicht ausgespielt.

## Die Turniere im Überblick
| Jahr                                                | Gastgeber     | Finale                     | Finale               | Finale                    | Spiel um Platz 3 / Halbfinalisten (1)          | Spiel um Platz 3 / Halbfinalisten (1)          | Spiel um Platz 3 / Halbfinalisten (1)          |
| Jahr                                                | Gastgeber     | Weltmeister                | Ergebnis             | Finalist                  | 3. Platz                                       | Ergebnis                                       | 4. Platz                                       |
| --------------------------------------------------- | ------------- | -------------------------- | -------------------- | ------------------------- | ---------------------------------------------- | ---------------------------------------------- | ---------------------------------------------- |
| 2000                                                | Brasilien     | Corinthians São Paulo      | 0:0 n. V., 4:3 i. E. | CR Vasco da Gama          | Club Necaxa                                    | 1:1 n. V., 4:3 i. E.                           | Real Madrid                                    |
| 2001                                                | Spanien       | Turnier abgesagt.          | Turnier abgesagt.    | Turnier abgesagt.         | Turnier abgesagt.                              | Turnier abgesagt.                              | Turnier abgesagt.                              |
| Von 2002 bis 2004 nicht ausgetragen.                |               |                            |                      |                           |                                                |                                                |                                                |
| 2005                                                | Japan         | FC São Paulo               | 1:0                  | FC Liverpool              | CD Saprissa                                    | 3:2                                            | Al-Ittihad                                     |
| 2006                                                | Japan         | Internacional Porto Alegre | 1:0                  | FC Barcelona              | Al Ahly Kairo                                  | 2:1                                            | Club América                                   |
| 2007                                                | Japan         | AC Mailand                 | 4:2                  | Boca Juniors              | Urawa Red Diamonds                             | 2:2, 4:2 i. E.                                 | Étoile Sportive du Sahel                       |
| 2008                                                | Japan         | Manchester United          | 1:0                  | LDU Quito                 | Gamba Osaka                                    | 1:0                                            | CF Pachuca                                     |
| 2009                                                | VA Emirate    | FC Barcelona               | 2:1 n. V.            | Estudiantes de La Plata   | Pohang Steelers                                | 1:1, 4:3 i. E.                                 | CF Atlante                                     |
| 2010                                                | VA Emirate    | Inter Mailand              | 3:0                  | Tout Puissant Mazembe     | Internacional Porto Alegre                     | 4:2                                            | Seongnam Ilhwa Chunma                          |
| 2011                                                | Japan         | FC Barcelona               | 4:0                  | FC Santos                 | al-Sadd Sports Club                            | 0:0, 5:3 i. E.                                 | Kashiwa Reysol                                 |
| 2012                                                | Japan         | Corinthians São Paulo      | 1:0                  | FC Chelsea                | CF Monterrey                                   | 2:0                                            | Al Ahly Kairo                                  |
| 2013                                                | Marokko       | FC Bayern München          | 2:0                  | Raja Casablanca           | Atlético Mineiro                               | 3:2                                            | Guangzhou Evergrande                           |
| 2014                                                | Marokko       | Real Madrid                | 2:0                  | CA San Lorenzo de Almagro | Auckland City FC                               | 1:1, 4:2 i. E.                                 | CD Cruz Azul                                   |
| 2015                                                | Japan         | FC Barcelona               | 3:0                  | River Plate               | Sanfrecce Hiroshima                            | 2:1                                            | Guangzhou Evergrande                           |
| 2016                                                | Japan         | Real Madrid                | 4:2 n. V.            | Kashima Antlers           | Atlético Nacional                              | 2:2, 4:3 i. E.                                 | Club América                                   |
| 2017                                                | VA Emirate    | Real Madrid                | 1:0                  | Grêmio Porto Alegre       | CF Pachuca                                     | 4:1                                            | al-Jazira Club                                 |
| 2018                                                | VA Emirate    | Real Madrid                | 4:1                  | al Ain Club               | River Plate                                    | 4:0                                            | Kashima Antlers                                |
| 2019                                                | Katar         | FC Liverpool               | 1:0 n. V.            | Flamengo Rio de Janeiro   | CF Monterrey                                   | 2:2, 4:3 i. E.                                 | al-Hilal                                       |
| 2020                                                | Katar         | FC Bayern München          | 1:0                  | UANL Tigres               | al Ahly SC                                     | 0:0, 3:2 i. E.                                 | Palmeiras São Paulo                            |
| 2021                                                | VA Emirate    | FC Chelsea                 | 2:1 n. V.            | Palmeiras São Paulo       | al Ahly SC                                     | 4:0                                            | al-Hilal                                       |
| 2022                                                | Marokko       | Real Madrid                | 5:3                  | al-Hilal                  | Flamengo Rio de Janeiro                        | 4:2                                            | al Ahly SC                                     |
| 2023                                                | Saudi-Arabien | Manchester City            | 4:0                  | Fluminense Rio de Janeiro | al Ahly SC                                     | 4:2                                            | Urawa Red Diamonds                             |
| Aufgrund der Formatänderung 2024 nicht ausgetragen. |               |                            |                      |                           |                                                |                                                |                                                |
| 2025                                                | USA           | FC Chelsea                 | 3:0                  | Paris Saint-Germain       | \| Fluminense Rio de Janeiro \| Real Madrid \| | \| Fluminense Rio de Janeiro \| Real Madrid \| | \| Fluminense Rio de Janeiro \| Real Madrid \| |
| Fluminense Rio de Janeiro                           | Real Madrid   |                            |                      |                           |                                                |                                                |                                                |

## Ranglisten
| Rang | Klub                       | Titel | Jahre                        |
| ---- | -------------------------- | ----- | ---------------------------- |
| 1    | Real Madrid                | 5     | 2014, 2016, 2017, 2018, 2022 |
| 2    | FC Barcelona               | 3     | 2009, 2011, 2015             |
| 3    | Corinthians São Paulo      | 2     | 2000, 2012                   |
|      | FC Bayern München          | 2     | 2013, 2020                   |
|      | FC Chelsea                 | 2     | 2021, 2025                   |
| 6    | FC São Paulo               | 1     | 2005                         |
|      | Internacional Porto Alegre | 1     | 2006                         |
|      | AC Mailand                 | 1     | 2007                         |
|      | Manchester United          | 1     | 2008                         |
|      | Inter Mailand              | 1     | 2010                         |
|      | FC Liverpool               | 1     | 2019                         |
|      | Manchester City            | 1     | 2023                         |

| Rang | Land          | Titel | 2. Pl. | 3. Pl. | 4. Pl. |
| ---- | ------------- | ----- | ------ | ------ | ------ |
| 1    | Spanien       | 8     | 1      |        | 1      |
| 2    | England       | 5     | 2      |        |        |
| 3    | Brasilien     | 4     | 6      | 3      | 1      |
| 4    | Italien       | 2     |        |        |        |
|      | Deutschland   | 2     |        |        |        |
| 6    | Argentinien   |       | 4      | 1      |        |
| 7    | Mexiko        |       | 1      | 4      | 5      |
| 8    | Japan         |       | 1      | 3      | 3      |
| 9    | Saudi-Arabien |       | 1      |        | 3      |
| 10   | VA Emirate    |       | 1      |        | 1      |
| 11   | Ecuador       |       | 1      |        |        |
|      | Marokko       |       | 1      |        |        |
|      | DR Kongo      |       | 1      |        |        |
|      | Frankreich    |       | 1      |        |        |
| 15   | Ägypten       |       |        | 4      | 2      |
| 16   | Südkorea      |       |        | 1      | 1      |
| 17   | Costa Rica    |       |        | 1      |        |
|      | Kolumbien     |       |        | 1      |        |
|      | Katar         |       |        | 1      |        |
|      | Neuseeland    |       |        | 1      |        |
| 21   | China         |       |        |        | 2      |
| 22   | Tunesien      |       |        |        | 1      |

| Rang | Konföderation | Titel | 2. Pl. | 3. Pl. | 4. Pl. |
| ---- | ------------- | ----- | ------ | ------ | ------ |
| 1    | UEFA          | 17    | 04     |        | 01     |
| 2    | CONMEBOL      | 04    | 11     | 05     | 01     |
| 3    | AFC           |       | 03     | 05     | 10     |
| 4    | CAF           |       | 02     | 04     | 03     |
| 5    | CONCACAF      |       | 01     | 05     | 05     |
| 6    | OFC           |       |        | 01     |        |

## Rekorde
(Stand: 2025)

### Rekordspieler (Titel)

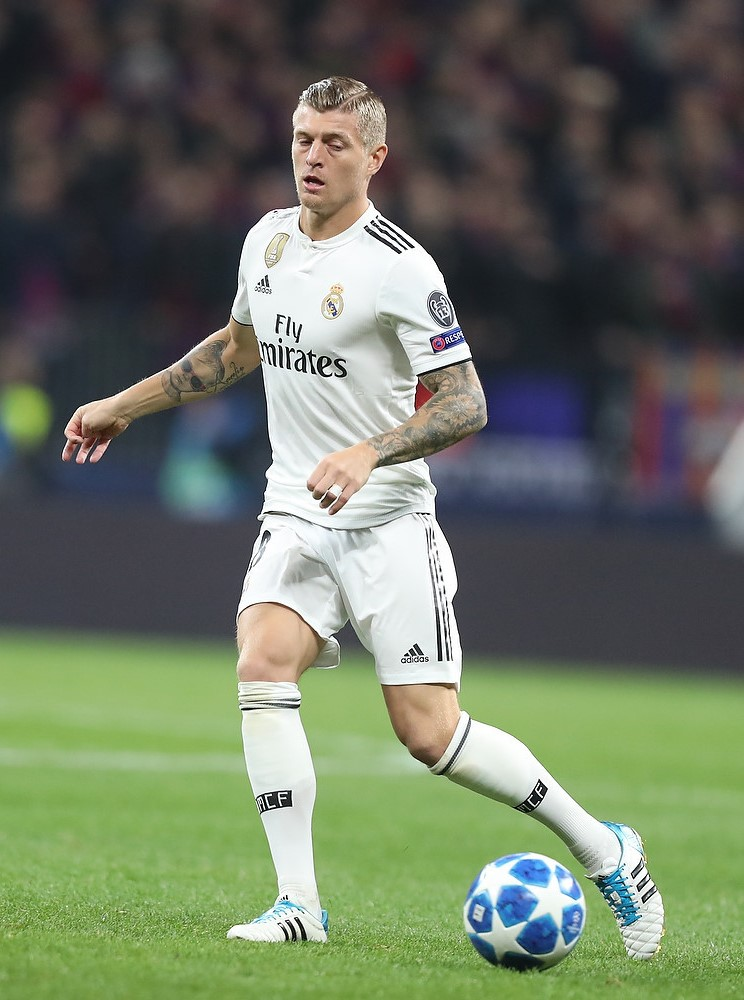
Toni Kroos, der Rekordgewinner des Wettbewerbs

| Rang | Spieler           | Klub                                                   | Titel | Jahre                              |
| ---- | ----------------- | ------------------------------------------------------ | ----- | ---------------------------------- |
| 1    | Toni Kroos        | FC Bayern München (1) / Real Madrid (5)                | 6     | 2013, 2014, 2016, 2017, 2018, 2022 |
| 2    | Karim Benzema     | Real Madrid                                            | 5     | 2014, 2016, 2017, 2018, 2022       |
|      | Dani Carvajal     | Real Madrid                                            | 5     | 2014, 2016, 2017, 2018, 2022       |
|      | Nacho             | Real Madrid                                            | 5     | 2014, 2016, 2017, 2018, 2022       |
| 5    | Marco Asensio     | Real Madrid                                            | 4     | 2016, 2017, 2018, 2022             |
|      | Luka Modrić       | Real Madrid                                            | 4     | 2016, 2017, 2018, 2022             |
|      | Isco              | Real Madrid                                            | 4     | 2014, 2016, 2017, 2018             |
|      | Marcelo           | Real Madrid                                            | 4     | 2014, 2016, 2017, 2018             |
|      | Keylor Navas      | Real Madrid                                            | 4     | 2014, 2016, 2017, 2018             |
|      | Sergio Ramos      | Real Madrid                                            | 4     | 2014, 2016, 2017, 2018             |
|      | Cristiano Ronaldo | Manchester United (1) / Real Madrid (3)                | 4     | 2008, 2014, 2016, 2017             |
|      | Raphaël Varane    | Real Madrid                                            | 4     | 2014, 2016, 2017, 2018             |
|      | Mateo Kovačić     | Real Madrid (2) / FC Chelsea (1) / Manchester City (1) | 4     | 2016, 2017, 2021, 2023             |

### Rekordspieler (Teilnahmen)
| Rang | Spieler           | Klub                                            | Teiln. | Jahre                                                |
| ---- | ----------------- | ----------------------------------------------- | ------ | ---------------------------------------------------- |
| 1    | Emiliano Tade     | Auckland City FC                                | 9      | 2009, 2011, 2012, 2014, 2015, 2016, 2017, 2022, 2023 |
| 2    | Ángel Berlanga    | Auckland City FC                                | 7      | 2011, 2012, 2013, 2014, 2015, 2016, 2017             |
|      | Takuja Iwata      | Auckland City FC                                | 7      | 2012, 2013, 2014, 2015, 2016, 2017, 2022             |
| 4    | Daniel Koprivcic  | Waitakere United (2) / Auckland City FC (4)     | 6      | 2007, 2008, 2009, 2011, 2012, 2013                   |
|      | Toni Kroos        | FC Bayern München (1) / Real Madrid (5)         | 6      | 2013, 2014, 2016, 2017, 2018, 2022                   |
|      | James Pritchett   | Auckland City FC                                | 6      | 2006, 2009, 2011, 2012, 2013, 2014                   |
|      | Jacob Spoonley    | Auckland City FC                                | 6      | 2011, 2012, 2013, 2014, 2015, 2016                   |
|      | Ivan Vicelich     | Auckland City FC                                | 6      | 2009, 2011, 2012, 2013, 2014, 2016                   |
|      | Karim Benzema     | Real Madrid (5) / Ittihad FC (1)                | 6      | 2014, 2016, 2017, 2018, 2022, 2023                   |
|      | Hussein El Shahat | al Ain Club (1) / al Ahly SC (5)                | 6      | 2018, 2020, 2021, 2022, 2023, 2025                   |
| 11   | Luka Modrić       | Real Madrid                                     | 5      | 2016, 2017, 2018, 2022, 2025                         |
|      | Mohamed Abo Treka | al Ahly SC                                      | 5      | 2005, 2006, 2008, 2012, 2013                         |
|      | Hossam Ashour     | al Ahly SC                                      | 5      | 2005, 2006, 2008, 2012, 2013                         |
|      | Mario Bilen       | Auckland City FC                                | 5      | 2013, 2014, 2015, 2016, 2017                         |
|      | Ryan De Vries     | Auckland City FC                                | 5      | 2013, 2014, 2015, 2016, 2017                         |
|      | Wael Gomaa        | al Ahly SC                                      | 5      | 2005, 2006, 2008, 2012, 2013                         |
|      | Adrew Milne       | Auckland City FC                                | 5      | 2011, 2012, 2013, 2014, 2015                         |
|      | Darren White      | Auckland City FC                                | 5      | 2013, 2014, 2015, 2016, 2017                         |
|      | Nacho             | Real Madrid                                     | 5      | 2014, 2016, 2017, 2018, 2022                         |
|      | Dani Carvajal     | Real Madrid                                     | 5      | 2014, 2016, 2017, 2018, 2022                         |
|      | Marcelo           | Real Madrid (4) / Fluminense Rio de Janeiro (1) | 5      | 2014, 2016, 2017, 2018, 2023                         |

(Kursiv gesetzte Jahreszahlen: Teilnahme ohne Einsatz)

### Rekordspieler (Einsätze)
| Rang | Spieler            | Klub(s)                                          | Spiele |
| ---- | ------------------ | ------------------------------------------------ | ------ |
| 1    | Hussein El Shahat  | al Ain Club (4) / al Ahly SC (14)                | 18     |
| 2    | Mohamed Hany       | al Ahly SC                                       | 16     |
| 3    | Taher Mohamed      | al Ahly SC                                       | 14     |
|      | Luka Modrić        | Real Madrid                                      | 14     |
| 5    | Mohamed El Shenawy | al Ahly SC                                       | 13     |
| 6    | Mohamed Magdy      | al Ahly SC                                       | 12     |
|      | Salem al-Dawsari   | al-Hilal                                         | 12     |
|      | Aliou Dieng        | al Ahly SC                                       | 12     |
|      | Hamdy Fathy        | al Ahly SC                                       | 12     |
|      | Mohamed Kanno      | al-Hilal                                         | 12     |
|      | Ali Maâloul        | al Ahly SC                                       | 12     |
|      | Rami Rabia         | al Ahly SC (9) / al Ain Club (3)                 | 12     |
|      | Emiliano Tade      | Auckland City FC                                 | 12     |
| 14   | Mohamed Abo Treka  | al Ahly SC                                       | 11     |
|      | Amr El Solia       | al Ahly SC                                       | 11     |
|      | Hossam Ashour      | al Ahly SC                                       | 11     |
|      | Karim Benzema      | Real Madrid (9) / Ittihad FC (2)                 | 11     |
|      | Wael Gomaa         | al Ahly SC                                       | 11     |
|      | Yasser Ibrahim     | al Ahly SC                                       | 11     |
|      | Toni Kroos         | FC Bayern München (2) / Real Madrid (9)          | 11     |
|      | Shūsaku Nishikawa  | Sanfrecce Hiroshima (3) / Urawa Red Diamonds (8) | 11     |
| 22   | Ali al-Bulaihi     | al-Hilal                                         | 10     |
|      | Ryan De Vries      | Auckland City FC                                 | 10     |
|      | Marcelo            | Real Madrid (8) / Fluminense Rio de Janeiro (2)  | 10     |
|      | Sergio Ramos       | Real Madrid (6) / CF Monterrey (4)               | 10     |
|      | Ivan Vicelich      | Auckland City FC                                 | 10     |

### Rekordtorschützen
| Rang | Spieler           | Klub                                      | Tore |
| ---- | ----------------- | ----------------------------------------- | ---- |
| 1    | Cristiano Ronaldo | Manchester United (1) / Real Madrid (6)   | 7    |
| 2    | Gareth Bale       | Real Madrid                               | 6    |
|      | Karim Benzema     | Real Madrid (4) / Ittihad FC (2)          | 6    |
|      | Lionel Messi      | FC Barcelona (5) / Inter Miami (1)        | 6    |
|      | Luis Suárez       | FC Barcelona (5) / Inter Miami (1)        | 6    |
| 6    | César Delgado     | CF Monterrey                              | 5    |
|      | Federico Valverde | Real Madrid                               | 5    |
|      | Salem al-Dawsari  | al-Hilal                                  | 5    |
| 9    | Mohamed Abo Treka | al Ahly SC                                | 4    |
|      | Denilson          | Pohang Steelers                           | 4    |
|      | Ángel Di María    | Benfica Lissabon                          | 4    |
|      | Hussein El Shahat | al Ain Club (1) / al Ahly SC (3)          | 4    |
|      | Phil Foden        | Manchester City                           | 4    |
|      | Gonzalo García    | Real Madrid                               | 4    |
|      | Serhou Guirassy   | Borussia Dortmund                         | 4    |
|      | Marcos Leonardo   | al-Hilal                                  | 4    |
|      | Pedro             | Flamengo Rio de Janeiro                   | 4    |
|      | Sergio Ramos      | Real Madrid (3) / CF Monterrey (1)        | 4    |
|      | Tsukasa Shiotani  | Sanfrecce Hiroshima (2) / al Ain Club (2) | 4    |
|      | Vinícius Júnior   | Real Madrid                               | 4    |

### Rekordtrainer (Titel)
| Rang | Trainer         | Klub(s)                                                        | Titel | Jahre                  |
| ---- | --------------- | -------------------------------------------------------------- | ----- | ---------------------- |
| 1    | Pep Guardiola   | FC Barcelona (2) / FC Bayern München (1) / Manchester City (1) | 4     | 2009, 2011, 2013, 2023 |
| 2    | Carlo Ancelotti | AC Mailand (1) / Real Madrid (2)                               | 3     | 2007, 2014, 2022       |
| 3    | Zinédine Zidane | Real Madrid                                                    | 2     | 2016, 2017             |

## Auszeichnungen
Am Ende einer jeden FIFA-Klub-Weltmeisterschaft werden folgende Auszeichnungen an die besten Spieler und das fairste Team vergeben:
- Adidas Goldener Ball für den besten Spieler
- Adidas Silberner Ball für den zweitbesten Spieler
- Adidas Bronzener Ball für den drittbesten Spieler
- Bank of America Award (Goldener Schuh) für den besten Torschützen (2000 und ab 2025)
- Adidas Goldener Handschuh für den besten Torhüter (ab 2025)
- Panini Award (Silberner Ball) für den besten jungen Spieler (ab 2025)
- FIFA Fair Play Award für das fairste Klub-Team

| Jahr | Goldener Ball                     | Goldener Schuh                                          | Goldener Handschuh          | Bester junger Spieler (Silberner Ball) | FIFA Fair Play Award |
| ---- | --------------------------------- | ------------------------------------------------------- | --------------------------- | -------------------------------------- | -------------------- |
| 2000 | Edílson (Corinthians São Paulo)   | Nicolas Anelka (Real Madrid) Romário (CR Vasco da Gama) | nicht vergeben              | nicht vergeben                         | al-Nassr FC          |
| 2005 | Rogério Ceni (FC São Paulo)       | nicht vergeben                                          | nicht vergeben              | nicht vergeben                         | FC Liverpool         |
| 2006 | Deco (FC Barcelona)               | nicht vergeben                                          | nicht vergeben              | nicht vergeben                         | FC Barcelona         |
| 2007 | Kaká (AC Mailand)                 | nicht vergeben                                          | nicht vergeben              | nicht vergeben                         | Urawa Red Diamonds   |
| 2008 | Wayne Rooney (Manchester United)  | nicht vergeben                                          | nicht vergeben              | nicht vergeben                         | Adelaide United      |
| 2009 | Lionel Messi (FC Barcelona)       | nicht vergeben                                          | nicht vergeben              | nicht vergeben                         | CF Atlante           |
| 2010 | Samuel Eto’o (Inter Mailand)      | nicht vergeben                                          | nicht vergeben              | nicht vergeben                         | Inter Mailand        |
| 2011 | Lionel Messi (FC Barcelona)       | nicht vergeben                                          | nicht vergeben              | nicht vergeben                         | FC Barcelona         |
| 2012 | Cássio (Corinthians São Paulo)    | nicht vergeben                                          | nicht vergeben              | nicht vergeben                         | CF Monterrey         |
| 2013 | Franck Ribéry (FC Bayern München) | nicht vergeben                                          | nicht vergeben              | nicht vergeben                         | FC Bayern München    |
| 2014 | Sergio Ramos (Real Madrid)        | nicht vergeben                                          | nicht vergeben              | nicht vergeben                         | Real Madrid          |
| 2015 | Luis Suárez (FC Barcelona)        | nicht vergeben                                          | nicht vergeben              | nicht vergeben                         | FC Barcelona         |
| 2016 | Cristiano Ronaldo (Real Madrid)   | nicht vergeben                                          | nicht vergeben              | nicht vergeben                         | Kashima Antlers      |
| 2017 | Luka Modrić (Real Madrid)         | nicht vergeben                                          | nicht vergeben              | nicht vergeben                         | Real Madrid          |
| 2018 | Gareth Bale (Real Madrid)         | nicht vergeben                                          | nicht vergeben              | nicht vergeben                         | Real Madrid          |
| 2019 | Mohamed Salah (FC Liverpool)      | nicht vergeben                                          | nicht vergeben              | nicht vergeben                         | Espérance Tunis      |
| 2020 | Robert Lewandowski (FC Bayern)    | nicht vergeben                                          | nicht vergeben              | nicht vergeben                         | al-Duhail SC         |
| 2021 | Thiago Silva (FC Chelsea)         | nicht vergeben                                          | nicht vergeben              | nicht vergeben                         | FC Chelsea           |
| 2022 | Vinícius Júnior (Real Madrid)     | nicht vergeben                                          | nicht vergeben              | nicht vergeben                         | Real Madrid          |
| 2023 | Rodri (Manchester City)           | nicht vergeben                                          | nicht vergeben              | nicht vergeben                         | Ittihad FC           |
| 2025 | Cole Palmer (FC Chelsea)          | Gonzalo García (Real Madrid)                            | Robert Sánchez (FC Chelsea) | Désiré Doué (Paris Saint-Germain)      | FC Bayern München    |

## Varia
| Jahr                  | Orte | Stadien | Teams | Spiele | Tor | /Spiel | Zuschauer | Z/Spiel | Gelbe Karte | /Spiel | Gelb-Rote Karte | /Spiel | Rote Karte | /Spiel |
| --------------------- | ---- | ------- | ----- | ------ | --- | ------ | --------- | ------- | ----------- | ------ | --------------- | ------ | ---------- | ------ |
| 2000                  | 2    | 2       | 8     | 14     | 43  | 3,07   | 514.000   | 36.714  | 56          | 4,00   | 2               | 0,14   | 4          | 0,29   |
| 2005                  | 3    | 3       | 6     | 7      | 19  | 2,71   | 261.456   | 37.351  | 31          | 4,43   | 0               | 0,00   | 2          | 0,29   |
| 2006                  | 3    | 3       | 6     | 7      | 17  | 2,43   | 302.142   | 43.163  | 29          | 4,14   | 0               | 0,00   | 0          | 0,00   |
| 2007                  | 3    | 3       | 7     | 7      | 21  | 3,00   | 318.871   | 45.553  | 27          | 3,86   | 1               | 0,14   | 2          | 0,29   |
| 2008                  | 3    | 3       | 7     | 8      | 23  | 2,88   | 355.515   | 44.439  | 38          | 4,75   | 0               | 0,00   | 2          | 0,25   |
| 2009                  | 1    | 2       | 7     | 8      | 25  | 3,13   | 156.350   | 19.544  | 36          | 4,50   | 2               | 0,25   | 2          | 0,25   |
| 2010                  | 1    | 2       | 7     | 8      | 27  | 3,38   | 200.251   | 25.031  | 21          | 2,63   | 3               | 0,38   | 0          | 0,00   |
| 2011                  | 2    | 2       | 7     | 8      | 24  | 3,00   | 305.333   | 38.167  | 22          | 2,75   | 0               | 0,00   | 0          | 0,00   |
| 2012                  | 2    | 2       | 7     | 8      | 21  | 2,63   | 283.063   | 35.383  | 22          | 2,75   | 0               | 0,00   | 1          | 0,13   |
| 2013                  | 2    | 2       | 7     | 8      | 28  | 3,50   | 277.330   | 34.666  | 19          | 2,38   | 0               | 0,00   | 1          | 0,13   |
| 2014                  | 2    | 2       | 7     | 8      | 20  | 2,50   | 228.021   | 28.503  | 33          | 4,13   | 2               | 0,25   | 0          | 0,00   |
| 2015                  | 2    | 2       | 7     | 8      | 21  | 2,63   | 272.312   | 34.039  | 30          | 3,75   | 0               | 0,00   | 0          | 0,00   |
| 2016                  | 2    | 2       | 7     | 8      | 28  | 3,50   | 238.428   | 29.804  | 23          | 2,88   | 0               | 0,00   | 0          | 0,00   |
| 2017                  | 2    | 2       | 7     | 8      | 18  | 2,25   | 132.565   | 16.571  | 30          | 3,75   | 2               | 0,25   | 0          | 0,00   |
| 2018                  | 2    | 2       | 7     | 8      | 33  | 4,13   | 152.675   | 19.084  | 30          | 3,75   | 2               | 0,25   | 1          | 0,13   |
| 2019                  | 2    | 2       | 7     | 8      | 30  | 3,75   | 166.426   | 20.803  | 29          | 3,63   | 1               | 0,13   | 2          | 0,25   |
| 2020                  | 1    | 2       | 7     | 8      | 15  | 1,88   | 24.639    | 3.080   | 21          | 2,63   | 0               | 0,00   | 0          | 0,00   |
| 2021                  | 1    | 2       | 7     | 8      | 27  | 3.38   | 100.752   | 12.594  | 26          | 3.25   | 0               | 0.00   | 4          | 0,50   |
| 2022                  | 2    | 2       | 7     | 7      | 30  | 4,29   | 282.276   | 40.325  | 30          | 4,29   | 3               | 0,43   | 2          | 0,29   |
| 2023                  | 1    | 2       | 7     | 7      | 23  | 3.29   | 246.888   | 35.270  | 18          | 2,57   | 1               | 0,14   | 1          | 0,14   |
| 2025                  | 11   | 12      | 32    | 63     | 195 | 3,10   | 2.492.062 | 39.557  | 231         | 3,67   | 5               | 0,08   | 11         | 0,17   |
| Jeweilige Rekordmarke |      |         |       |        |     |        |           |         |             |        |                 |        |            |        |

## Öffentliche Wahrnehmung
Trotz des prestigeträchtigen Titels erfuhren die Turniere von 2000 bis 2023 in Europa geringe öffentliche Resonanz. So sahen etwa das Finale der FIFA-Klub-Weltmeisterschaft 2013 zwischen dem FC Bayern München und Raja Casablanca ca. 6,02 Millionen Menschen in Deutschland. Demgegenüber betrugen die deutschen Einschaltquoten beim Finale der UEFA Champions League 2013 21,6 Millionen Menschen. Auch bei DFB-Pokal-Vorfinalspielen wurden zuweilen höhere Zuschauerzahlen gemessen als bei Begegnungen der Klub-WM. Der Vorstandsvorsitzende von Borussia Dortmund, Hans-Joachim Watzke, nannte den Wettbewerb 2019 eine „Farce“.
In Südamerika hingegen gilt vielen der Titel des FIFA-Klubweltmeisters schon länger als wichtigster Vereinstitel. Auch in Afrika erscheint die Rezeption gegenüber Europa verbessert: so berichtete der kongolesische Spieler Isaac Kasongo nach der Finalteilnahme seines Klubs TP Mazembe 2010, bei der Rückkehr in sein Heimatland trotz der 0:3-Niederlage gegen Inter Mailand wie ein Held am Flughafen empfangen worden zu sein. Ähnlich äußerte sich Pitso Mosimane vom ägyptischen Erstligisten al Ahly, die Klub-WM sei für einen Verein das „größte erreichbare Ziel“.
Ein Grund für das geringe Interesse in Europa waren mutmaßlich die fußballerischen Ungleichgewichte zwischen den Teilnehmerteams und den Verbänden: so kam der Klub-Weltmeister bisher stets aus Europa oder Südamerika. Lediglich in sechs von 20 Turnieren (2010, 2013, 2016, 2018, 2020, 2022) kam es zu einer Finalbeteiligung einer Mannschaft der AFC, CONCACAF oder der CAF (ohne eine Beteiligung ist der OFC).
Pläne für eine Erweiterung der Teilnehmer bei finanziellen Mehrausschüttungen scheiterten lange unter anderem am Widerstand der ECA und der UEFA, die auf den ohnehin völlig überfüllten Spielkalender der Vereine hinwiesen. Auch in der CONMEBOL wurden die angedachten Reformen kritisch gesehen.